# Ricardo Sodjede
Ricardo Sodjede, né le 16 mai 2001 à Cotonou, est un coureur cycliste béninois.

## Biographie
En 2021, Ricardo Sodjede participe à ses premiers championnats d'Afrique au Caire, où il abandonne. 
Lors de la saison 2022, il se distingue en devenant double champion national du Bénin, dans la course en ligne et le contre-la-montre. Il termine également cinquième et meilleur jeune du Tour de Côte d'Ivoire. Durant l'été, il participe à quelques courses amateurs en France avec le VC Essartais.

## Palmarès et résultats

### Palmarès par année
- 2022
  -  Champion du Bénin sur route
  -  Champion du Bénin du contre-la-montre
  - Critérium de Parakou[2]
  - 3e du Grand Prix Abidjan
- 2024
  -  Champion du Bénin sur route
  -  Champion du Bénin du contre-la-montre
- 2025
  -  Champion du Bénin sur route
  -  Champion du Bénin du contre-la-montre

### Classements mondiaux
| Année           | 2022 |
| --------------- | ---- |
| UCI Africa Tour | 172e |